# Thou (grammatica inglese)
La parola thou /ðaʊ̯/ è un pronome di seconda persona singolare della lingua inglese. Oggi è considerato arcaico, essendo stato sostituito in quasi tutti i contesti da you, ma è ancora utilizzato in alcune parti del nord dell'Inghilterra e in Scozia. Thou è pronome soggetto; il pronome complemento è thee, l'aggettivo possessivo thy, il pronome possessivo thine. Quando thou è il soggetto grammaticale di un verbo finito nel modo indicativo passato e presente la forma verbale termina in -t; il più delle volte però termina con la desinenza -est o  -'st (ad esempio thou goest, thou dost, thou talk'st), ma in alcuni casi ha una coniugazione irregolare (ad esempio thou art e thou hast, indicativo presente dei verbi essere e avere). Nel medio inglese thou era talvolta abbreviato graficamente utilizzando la lettera thorn (þ) sormontata da una piccola u.
Originariamente thou era semplicemente la controparte singolare del pronome ye, seconda persona plurale, derivato da un'antica radice indoeuropea. A seguito di un processo evolutivo comune ad altre lingue indoeuropee, thou è stato poi utilizzato per esprimere l'intimità, la familiarità e anche la mancanza di rispetto, mentre un altro pronome, you, forma complemento di ye, è stato utilizzato per circostanze formali. Nel diciassettesimo secolo thou cadde in disuso nella lingua standard, ma persistette, a volte in forma modificata, in vari dialetti regionali di Inghilterra e Scozia, nonché nella lingua di alcuni gruppi religiosi come la Società degli Amici. Nelle prime traduzioni in inglese della Bibbia, così come quelle del Corano, era usato thou e non you come seconda persona singolare, con il doppio scopo di mantenere thou in uso e anche di impregnare la traduzione con un'aria di solennità religiosa, antitetica rispetto al suo antico senso di familiarità o di mancanza di rispetto. Il fatto che nelle prime traduzioni della Bibbia si sia usato la forma familiare della seconda persona non significa "mancanza di rispetto", e non è inusuale. La forma familiare è utilizzata in molte lingue quando si parla a Dio, come francese, tedesco, spagnolo, italiano, russo. L'uso del pronome era molto comune anche in poesia (William Shakespeare, Christopher Marlowe).
Nella lingua inglese moderna thou continua ad essere usato solo in contesti religiosi formali, nella letteratura che cerca di riprodurre la lingua arcaica e in certe frasi fisse come "più santo di te", tradotto con holier than thou o anche con fare thee well. Per questo motivo molti associano il pronome con solennità o formalità. Molti dialetti hanno compensato la mancanza di distinzione tra singolare e plurale causato dalla scomparsa di thou e ye, attraverso la creazione di nuovi pronomi plurali o costruzioni pronominali, come you all, y'all, yinz, youse, you ens, you mob, you lot, your lot e you guys. Questi termini dialettali variano a livello regionale e di solito sono limitati al linguaggio colloquiale.

## Etimologia
Thou proviene dalla parola inglese antica þū, e, secondo una teoria di Jacob Grimm, dal proto-indoeuropeo tu. Thou è quindi affine con l'islandese e il norreno þú, il tedesco e scandinavo continentale du, il latino tu e il greco σύ. Una forma affine di questo pronome esiste in quasi ogni altra lingua indo-europea. Anche la seconda persona singolare in alcune lingue uraliche come il finlandese e l'ungherese è simile.

## Storia
L'inglese antico, come la maggior parte delle lingue europee moderne, conservava ancora la differenza fra singolare e plurale nel pronome di seconda persona. Dopo la conquista normanna, che segna l'inizio dell'influenza della lingua francese che ha caratterizzato l'inglese medio, thou è stato gradualmente sostituito dal ye plurale come la forma di indirizzo per una persona superiore e più tardi per un pari. Per lungo tempo, tuttavia, thou rimase la forma più comune da usare con una persona inferiore.
La pratica di abbinare forme singolare e plurale con connotazioni formali e informali (ciò che in italiano è detto dare del tu e dare del voi) è in gran parte dovuto all'influenza del francese. Questa distinzione è iniziata con la pratica di chiamare i re e la nobiltà al plurale. Alla fine, questo è stato generalizzato, come in francese, per riferirsi a qualsiasi persona superiore dal punto di vista sociale, pratica ritenuta più educata. In francese, per esempio, tu è considerato sia intimo che condiscendente, mentre la forma plurale vous è riservato e formale.
Nel diciottesimo secolo Samuel Johnson, in un trattato di grammatica della lingua inglese, ha scritto: Nel linguaggio della cerimoniale la seconda persona plurale è utilizzata per la seconda persona singolare, il che implica che la seconda persona singolare era ancora utilizzata nel linguaggio di tutti i giorni. Al contrario, il Merriam Webster Dictionary of English Use dice che per la maggior parte dei fruitori dell'inglese parlato nel sud, thou era uscito dall'uso quotidiano, anche nel discorso familiare, a partire dal 1650. Il thou è  persistito in un certo numero di contesti religiosi, letterari e regionali, e quelle sacche di uso continuato del pronome tendevano a minare l'obsolescenza della distinzione formale-informale.

## Thou e Shakespeare
Una notevole conseguenza del declino in uso della seconda persona singolare thou e dei suoi derivati rappresenta l'offuscamento di alcuni elementi socio-culturali dei primi testi inglesi moderni, come ad esempio molte interazioni dei personaggi in opere di William Shakespeare.
Come per i suoi contemporanei, William Shakespeare usa thou sia nell'intimo, secondo lo stile francese, sia per sottolineare le differenze di rango, anche se lui non è affatto coerente con la parola; infatti amici e amanti a volte chiamano l'un l'altro ye o you tutte le volte che si potrebbero chiamare l'un l'altro thou, a volte in modi che possono essere analizzati per significato, ma spesso, apparentemente, a caso.
Ad esempio, nel seguente passo di Enrico IV, Falstaff utilizza entrambe le forme con Henry. Inizialmente con you in confusione a un suo risveglio, per poi passare quindi ad un ambiente confortevole e intimo usando thou.
Henry: Thou art so fat-witted with drinking of old sack, and unbuttoning thee after supper, and sleeping upon benches after noon, that thou hast forgotten to demand that truly which thou wouldest truly know. What a devil hast thou to do with the time of the day? ...
Falstaff: Indeed, you come near me now, Hal ... And, when thou art a king, as God save thy Majesty, I should say; for grace thou wilt have none.
In Amleto, Shakespeare invece usa pronomi persona discordanti per esprimere la distanza di Amleto verso sua madre.
Gertrude: Hamlet, thou hast thy father much offended.
Amleto: Mother, you have my father much offended.